# کنچک خان
کنچک خان (انگلیسی: Könchek; نامشخص – ۱۳۰۸) خان از خانات جغتای (۱۳۰۷–۱۳۰۸). فرمانروا اهل دودمان یوآن بود. او پسر دوا (پادشاه) بود. او تقریباً همزمان با پدرش به اسلام گروید.
پس از مرگ پدرش، کنچک خان شد. سلطنت او تنها یک سال و پیش از مرگش در سال ۱۳۰۸ به طول انجامید.